# پیراپوستی‌ها
پیراپوستی‌ها (نام علمی: Peridermium) نام یک سرده از تیره کاج‌زنگان است.